# Ramadasa dissoluta
Ramadasa dissoluta là một loài bướm đêm trong họ Noctuidae.